# نیل بلومکمپ
نیل بلومکمپ (زاده: ۱۷ سپتامبر ۱۹۷۹) کارگردان، نویسنده، تهیه‌کننده و انیماتور کانادایی - آفریقای جنوبی است. سبک فیلم‌های وی عمدتاً به روش حمل دوربین روی دست و سینما وریته، حاوی تصاویر کامپیوتری کاملاً واقعی است. از جمله فیلم‌های مشهور وی که به این سبک ساخته شده، فیلم منطقه ۹ است. همچنین فیلم ایلیسیم با بازی مت دیمون نیز از آخرین فیلم‌های وی در ژانر علمی-تخیلی است که تقریباً به همان سبک فیلم منطقه ۹ ساخته شده.
مجله فوربز از بلومکمپ به عنوان بیست‌ویکمین هنرمند قدرتمند در آفریقای جنوبی یاد می‌کند.

## کودکی
بلومکمپ متولد شهر ژوهانسبورگ در کشور آفریقای جنوبی است. در سن ۱۶ سالگی او با شارلتو کوپلی، کارگردانی اهل آفریقای جنوبی، آشنا می‌شود. از آنجا که بلومکمپ شیفته انیمیشن کامپیوتری بود، کوپلی به وی آموزش استفاده از کامپیوتر را در استودیوی تهیه فیلمش می‌دهد - در اضای این کار، بلومکمپ قبول کرد که در بعضی پروژه‌های سینمایی کوپلی، وی را در تهیه تصاویر سه‌بعدی یاری کند.
زمانی که بلومکمپ ۱۸ ساله بود، به همراه خانواده به ونکوور در کانادا مهاجرت می‌کنند و در آنجا به مدرسه فیلم ونکوور می‌رود. در سال ۲۰۰۳ وی از سوی مجله پاپیولار ساینس استخدام شده تا تصویری واقعی از هواپیماهای آینده را به تصویر بکشد. همچنین در سال ۲۰۰۴ نیز برای به تصویر کشیدن اتومبیل‌های آینده از سوی این مجله استخدام شد. وی سپی به عنوان طراح جلوه‌های بصری مشغول به کار شد.
در سال ۲۰۰۷ وی کارگردانی فیلم‌های کوتاهی را برای بازی رایانه‌ای هیلو انجام داد.
بلومکمپ اذعان کرد که توسعه فیلم‌ها برای هیلو بسیار بد بوده و به همین علت رابطه وی با کمپانی تهیه‌کننده این فیلم‌ها بسیار خراب شد. در زمانی که تهیه بودجه برای فیلم هیلو با شکست مواجه بود، پیتر جکسون تصمیم به تهیه‌کنندگی فیلم منطقه ۹ گرفت. این فیلم تقریباً بر اساس پروژه‌ای از بلومکمپ به نام زنده در ژوبورگ بود که پیش‌تر ارائه کرده بود. در نهایت این فیلم با تهیه‌کنندگی پیتر جکسون و کارگردانی بلومپکمپ تهیه شد. شارلتو کوپلی نیز نقش اول فیلم را داشته و همسر بلومکمپ، تری تاتچل، یکی از نویسندگان است. این فیلم در ماه اوت سال ۲۰۰۹ منتشر شد و مورد تحصین منتقدان قرار گرفت و برای اسکار ۲۰۰۹، به عنوان بهترین فیلم، بهترین جلوه‌های بصری، تدوین و نمایشنامه معرفی شد.

## آثار
فیلم‌ها:
- منطقه ۹ (۲۰۰۹)
- ایلیسیم (۲۰۱۳)
- چپی (۲۰۱۵)
- فرار (۲۰۱۶)

تبلیغات:
- کمپانی نایکی (۲۰۰۳)
- کمپانی سیتروئن (۲۰۰۴)
- کمپانی گیتورید (۲۰۰۶)

## پیوند
- نیل بلومپکمپ در بانک اطلاعات اینترنتی فیلم‌ها